# Pueblo, Cambio y Democracia
Pueblo, Cambio y Democracia fue un partido político ecuatoriano de corte populista formado por el expresidente Jaime Roldós, el exvicepresidente León Roldós y Aquiles Rigail.

## Historia
El presidente Jaime Roldós en 1980, como forma de resolver la pugna de poderes y bloqueo legislativo por el quiebre entre su gobierno y Assad Bucaram, presidente del Congreso Nacional y líder del partido oficialista Concentración de Fuerzas Populares, decidió formar un nuevo partido político, teniendo el apoyo de un grupo importante de diputados de la bancada del CFP en el Congreso, del ministro de trabajo Aquiles Rigail, de su hermano León Roldós y de la familia Bucaram Ortiz, particularmente del intendente de Guayas Abdalá Bucaram Ortiz, hermano de la primera dama Martha Bucaram Ortiz.
Tras el fallecimiento de Roldós, el naciente partido quedó a cargo de Aquiles Rigail y Abdalá Bucaram, quienes lograron en 1981 que el Congreso elija como vicepresidente de Osvaldo Hurtado a León Roldós, auspiciado por el Partido Demócrata. EL PCD obtuvo gran influencia en los últimos años de la legislatura 1979 - 1984, obteniendo la vicepresidencia del Congreso en 1982 y la Presidencia del Congreso en 1983, ambos para Gary Esparza, además de formar parte del gobierno de Osvaldo Hurtado, al mantener el presidente a Aquiles Rigail como Ministro de Trabajo.
El partido sufrió una escisión en 1983 al oponerse Abdalá Bucaram a la alianza electoral entre la Izquierda Democrática y PCD, separándose Bucaram del partido junto a varios políticos, formando el Partido Roldosista Ecuatoriano. En las elecciones de 1984 presidenciales de 1984, el PCD oficializó la alianza con la ID, siendo Aquiles Rigail candidateado como vicepresidente de Rodrigo Borja, perdiendo en la segunda vuelta con León Febres-Cordero.
El PCD no obtuvo escaños legislativos en la legislatura de 1984 - 1986, y un solo escaño en el período 1986 - 1988, apoyando al gobierno de Febres-Cordero en sus últimos años, al ser designado Rigail como Ministro de Bienestar Social.

## Resultados Electorales

### Elecciones Presidenciales
| Año  | Candidatos            | Candidatos            | 1.ª Vuelta            | 1.ª Vuelta            | 2.ª Vuelta            | 2.ª Vuelta            | Resultado             | Notas                                |
| Año  | Presidente            | Vicepresidente        | Votos                 | %                     | Votos                 | %                     | Resultado             | Notas                                |
| ---- | --------------------- | --------------------- | --------------------- | --------------------- | --------------------- | --------------------- | --------------------- | ------------------------------------ |
| 1984 | Rodrigo Borja         | Aquiles Rigail        | 634.327               | 28.73%                | 1.299.089             | 48.46%                | 2.º Lugar             | En alianza con Izquierda Democrática |
| 1988 | No presentó candidato | No presentó candidato | No presentó candidato | No presentó candidato | No presentó candidato | No presentó candidato | No presentó candidato | No presentó candidato                |
| 1992 | No presentó candidato | No presentó candidato | No presentó candidato | No presentó candidato | No presentó candidato | No presentó candidato | No presentó candidato | No presentó candidato                |

Fuente